# 貝塚市立西小学校
貝塚市立西小学校（かいづかしりつ にししょうがっこう）は、大阪府貝塚市脇浜4丁目にある公立小学校。

## 通学区域
- 新町、脇浜一丁目～四丁目、澤（南小校区もあり）、浦田（南小校区もあり）、加神、加神一丁目～二丁目、畠中（一部南小、木島小校区もあり）、畠中一丁目2～9、17～19番、畠中二丁目、窪田（一部）、石才（一部）[1]

※卒業後は基本的に貝塚市立第一中学校に進学する。